# Agha Bejk
Agha Bejk (pers. اقابيك) – wieś w Iranie, w ostanie Azerbejdżan Zachodni, w szahrestanie Takab. W 2006 roku liczyła 139 mieszkańców.